# Забышная, Мари
Ма́ри Кри́стина Забы́шная (фин. Mari Kristina Zabyshnyi, в девичестве Ва́хала фин. Vahala; род. 30 апреля 1968, Райсио, Турку-Пори) — финская художница, педагог, ведущий специалист в области иконописи; автор единственного в Финляндии учебного пособия по иконописанию «Opi maalaamaan ikoneita» («Учимся писать иконы», 2010).

## Биография
Родилась 30 апреля 1968 года в Райсио в финской семье.
В 1987 году окончила гимназию в Райсио, а в 1989 году получила профессиональное образование в школе моды в Хельсинки по специальности художник моды.
В 1990 году окончила художественное училище в городе Паймио, а в 1992 году получила вторую специальность в медицинском училище города Турку по специальности провизор и апробатор.
В 2000 году заочно окончила Хельсинкский университет по специальности «педагогика и обучение взрослых».
С 1997 года обучалась иконописному рисунку у доктора богословия Эгона Зендлера (Франция), а с 2002 по 2007 годы стажировалась в технике русской иконописи у ведущего реставратора и преподавателя отделения иконописи Московской духовной академии Наталии Алдошиной.
С 1999 года является ведущим специалистом в области иконописания в Финляндии, осуществляя преподавательскую деятельность в открытой народной академии Ново-Валаамского монастыря, художественных училищах Турку, Пори, Уусикаупунки, Наантали.
Автор единственного в Финляндии учебного пособия по иконописанию — «Opi maalaamaan ikoneita» (1-е изд. — 2010, предисловие архимандрита Сергия (Раяполви); 2-е — 2011 и 3-е — 2012 год).

## Творчество
Является автором многочисленных иконописных работ, находящихся в государственных, частных коллекциях и храмах Финляндии (Александровский и Успенский храмы в Турку, храм Казанской иконы Богоматери в Пори), Норвегии (Воскресенская кладбищенская часовня в Осло), Великобритании, Германии (монастырь преп. Иова Почаевского в Мюнхене) Швеции, Греции и России (запрестольный образ Богоматери «Знамение» в храме свв. Петра и Павла в п. Калевала).

## Выставки
Персональные
- 1999, 2002 — Турку, Финляндия
- 2006 — Осло, Норвегия
- 2008 — Пори, Финляндия

Групповые
- 2000 — Турку
- 2011 — Уусикаупунки,[10] Финляндия